# フアンミ・ガルシア
フアンミ（Juanmi）ことフアン・ミゲル・ガルシア・イングレス（Juan Miguel García Inglés、1971年3月9日 - ）は、スペイン・ムルシア州カルタヘナ出身の元サッカー選手。ポジションはGK。元スペイン代表。
プロキャリア18シーズンの内、12シーズンをラ・リーガで戦い、主にレアル・サラゴサでプレーしてラ・リーガ通算267試合に出場した。

## クラブ経歴
1993-94シーズン、レアル・マドリードからのレンタルで加入したレアル・サラゴサでプロデビュー。シーズン終了後にサラゴサに完全移籍し、移籍後2シーズン目でレギュラーに定着した。1999-00シーズンには、リーグ戦全38試合のうち37試合に出場し、リーグ戦4位フィニッシュに貢献した。2001-02シーズンにサラゴサがセグンダ・ディビシオンへと降格すると、フアンミも9シーズンを過ごしたクラブを退団した。
2002-03シーズンはデポルティーボ・ラ・コルーニャに1シーズンのみ在籍し、翌シーズンから5シーズンはレアル・ムルシアに在籍。ムルシアでのラストシーズンとなった2006-07シーズン、クラブはラ・リーガ昇格を決めるも、フアンミ自身はリーグ戦6試合の出場に終わった。
2008年、2007-08シーズンにジムナスティック・タラゴナでフルシーズンを戦った後に現役を引退した。

## 代表経歴
2000年1月26日、ポーランド代表との親善試合にてスペイン代表デビューを果たした。

## タイトル

### クラブ
レアル・サラゴサ
- コパ・デル・レイ : 2回 (1993-94, 2000-01)
- UEFAカップウィナーズカップ : 1回 (1994-95)

デポルティーボ・ラ・コルーニャ
- スーペルコパ・デ・エスパーニャ : 1回 (2002)